# Vinicius José Ignácio
Vinicius José Ignácio oder kurz Didi (* 25. Mai 1991 in São Vicente) ist ein brasilianischer Fußballspieler.

## Karriere
Ignácio begann seine Profikarriere 2010 beim Paulista FC. Nach einem Jahr zog er zu Palmeiras São Paulo, spielte hier aber eher für die Reservemannschaft. Bereits im Sommer 2012 verließ er Palmeiras wieder und spielte nachfolgend für diverse brasilianische Vereine. 
Zur Saison 2015/16 wechselte er in die türkische TFF 1. Lig zu Adanaspor.